# Prophet Without Honor
Carey Wilson's Prophet Without Honor conosciuto anche con il titolo breve di Prophet Without Honor' è un cortometraggio del 1939.

## Trama
Cortometraggio biografico sulla vita di Matthew Fontaine Maury (1806-1873), un ufficiale della Marina americana, che disegnò le prime mappe con i venti e le correnti degli oceani.

## Riconoscimenti
- Nomination Oscar al miglior cortometraggio[1]